# Roberto Pazzi
Roberto Pazzi (ur. 18 sierpnia 1946 w Ameglii, zm. 2 grudnia 2023 w Ferrarze) – włoski pisarz, poeta, prozaik, dziennikarz, wielokrotnie odznaczany włoskimi nagrodami.

## Życiorys
Przez kilkanaście lat był redaktorem działu kulturalnego „Corriere della Sera”. Jego książki okazywały się dziełami - jeszcze w tym samym roku wielokrotnie były nagradzane różnymi mianami: „La princessa e il drago” (Garzanti 1986, Premio Strega), „La malattia del tempo” (Marietti 1987, Garzanti 1991), „Vangelo di Giuda” (Garzanti 1989, Baldini & Castoldi 1999, Superpremo Grinzane Cavour), „La stanza sull'acqua” (Garzanti 1991), „Le citta del dottor Malaguti” (nagroda Garzanti 1993), „Incerti di viaggio” (Longanesi 1996, Premio Selezione Campiello, Superpremio Penne-Mosca), „Domani saro re” (Longanesi 1997), „La citta volante” (Baldini & Castoldi 1999, Premio Strega), „Conclave” (Frassinelli 2002).
29 maja 2007 roku pisarz odwiedził Warszawę w ramach wieczoru autorskiego „Apetyt na literaturę”, rozmowę z nim prowadził Adam Szostkiewicz. 

## Utwory
- 1985: W poszukiwaniu władcy (Cercando l'imperatore)
- 1986: Księżniczka i smok (La principessa e il drago)
- 1989: Vangelo di Giuda
- 1991: Choroba czasu (La malattia del tempo)
- 1991: La stanza sull'acqua
- 1993: Le citta del dottor Malaguti
- 1994: Il filo delle bugie
- 1996: Incerti di viaggio
- 1997: Domani saro re
- 1999: Latające miasto (La citta volante)
- 2001: Konklawe (Conclave)
- 2002: L'erede
- 2004: Władca oczu (Il signore degli occhi)